# Umpqua (település)
Umpqua az Amerikai Egyesült Államok északnyugati részén, Oregon állam Douglas megyéjében, a Calapooya-patak és az Umpqua folyó találkozásánál elhelyezkedő önkormányzat nélküli és egykori statisztikai település. A 2000. évi népszámláláskor 112 lakosa volt.
Az „Umpqua” elnevezés az őslakosoktól ered.

## Fordítás
- Ez a szócikk részben vagy egészben  az   Umpqua, Oregon című angol Wikipédia-szócikk ezen változatának fordításán alapul.  Az eredeti cikk szerkesztőit annak laptörténete sorolja fel. Ez a jelzés csupán a megfogalmazás eredetét és a szerzői jogokat jelzi, nem szolgál a cikkben szereplő információk forrásmegjelöléseként.